# Brica
 (novembre 2013).
Pour l’article homonyme, voir BRICA.
Radical gaulois désignant un sommet, ou une colline ou hauteur, se trouvant dans des noms comme Brescia dans le nord de l'Italie.
En France de nombreux noms de lieux comportent cet élément -briga- « mont, forteresse », notamment la Brie (région), La Brigue, et avec suffixe prélatin -antione Brégançon, Briançon, Briançonnet.